# Осувець-Шляхецький
Осувець-Шляхецький (пол. Osówiec Szlachecki) — село в Польщі, у гміні Пшасниш Пшасниського повіту Мазовецького воєводства.
Населення — 173 особи (2011).
У 1975-1998 роках село належало до Остроленцького воєводства.

## Демографія
Демографічна структура станом на 31 березня 2011 року:
|          | Загалом | Допрацездатний вік | Працездатний вік | Постпрацездатний вік |
| -------- | ------- | ------------------ | ---------------- | -------------------- |
| Чоловіки | 85      | 25                 | 51               | 9                    |
| Жінки    | 88      | 26                 | 49               | 13                   |
| Разом    | 173     | 51                 | 100              | 22                   |